# Юліан Мархлевський
Юліан Мархлевський (пол. Julian Baltazar Marchlewski, псевдоніми: Карський, Куявський; *17 травня 1866, Влоцлавек, РІ — †22 березня 1925, Італія, похований в Німеччині, в 1950х прах перевезено у Варшаву) — громадський діяч польського та міжнародного революційного руху в 80-х рр. XIX ст. Один з організаторів та керівників соціал-демократії Королівства Польського та Литви, брав участь у створенні групи «Спартак» в Німеччині. Учасник революції 1905—1907 рр. у Варшаві. В 1907 кандидат в члени ЦК РСДРП. В 1920 р. голова тимчасового ревкому Польщі. Організатор МОПР, голова його ЦК. з 1922 р. — ректор Комуністичного університету національних меншин Заходу.

## Життєпис

### Ранні роки
Народився 17 травня 1866 року у Влоцлавку у родині пруських підданих.

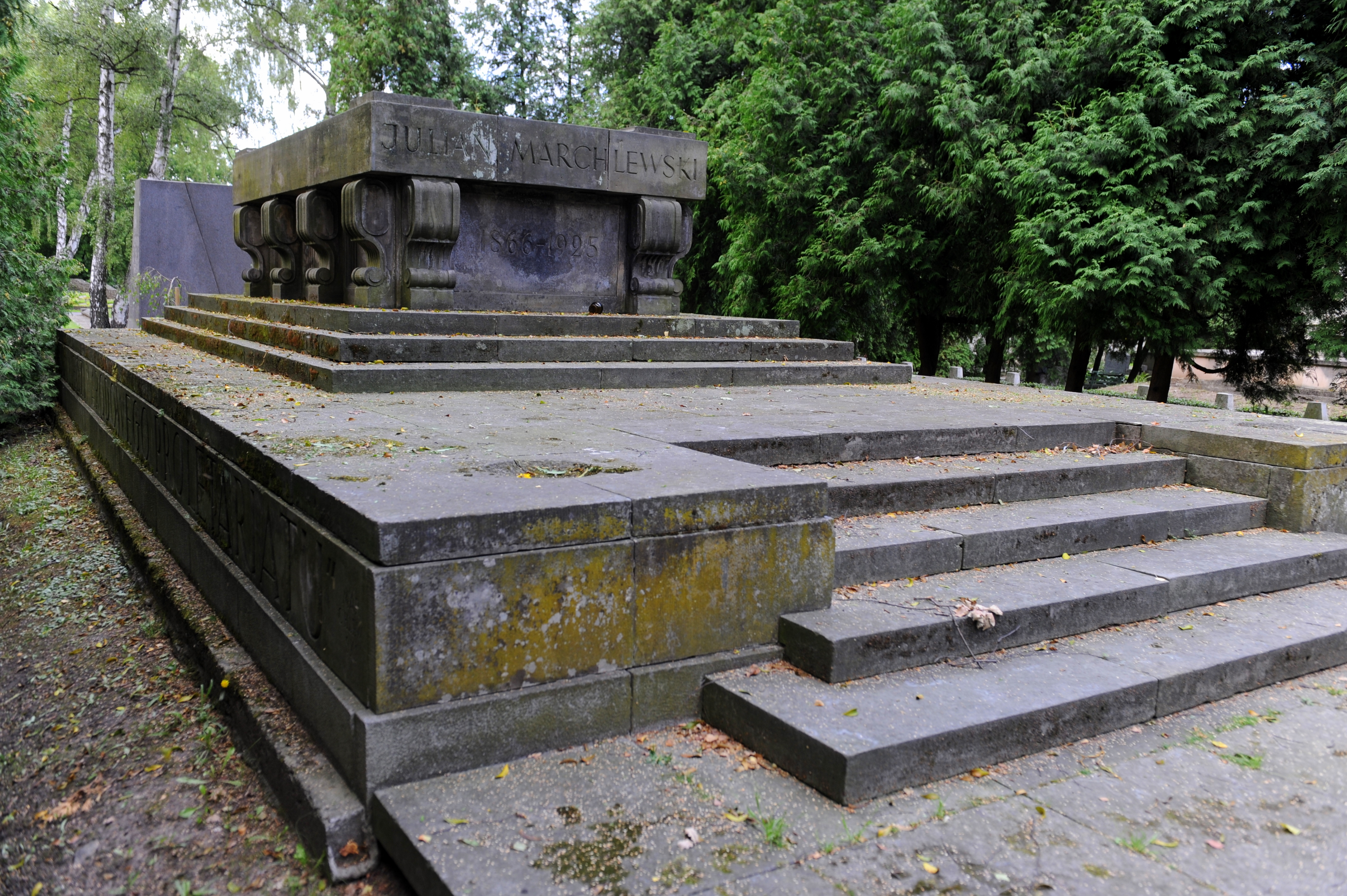
Місце поховання, кладовище Військові Повонзки, Варшава

У 1886 або 1887 році закінчив реальне училище у Варшаві. Для підтримки родини, яка жила в надзвичайній бідності, влаштувався робітником на фарбувальну фабрику у Варшаві. Потім переїхав до Германії, де працював фарбувальником на фабриках Саксонії.

### Початок революційної діяльності
У 1889 році після повернення до Польщі взяв участь в організації «Союзу польських робітників».
У 1891 році був перший раз заарештований. У 1892 році, як іноземця, Мархлевського було вислано з Польщі, після чого він поїхав до Цюриху, де вступив до університету.
У 1895 році закінчує університет, захищає кандидатську дисертацію і переїжджає до Дрездена, де разом з Парвусом редагує німецьку соціал-демократичну газету «Sächsische Arbeiter Zeitung».
У 1898 році Мархлевський був висланий з Саксонії, переїхав до Мюнхену.

### РСДРП
У 1903 році написав велику працю про суспільно-економічне положення Пруської Польщі, у 1908 — про стан єврейського населення у Польщі.
В грудні 1905 року переїжджає до Варшави.
В кінці 1906 року був заарештований.
Весною 1907 року після виходу з тюрми їде на з'їзд РСДРП у Лондоні, потім на конгрес у Штутгарті.
З початком І-ї Світової війни займає антивоєнну позицію, бере участь у заснованні «Союза Спартака».
В 1916 році потрапляє в тюрму, потім у табір для військовополонених, де залишається до 1918 року.
У 1918 році за вимогою радянського керівництва був звільнений і висланий в Росію.
Весною 1919 року повертається до Германії, у Рурську область. Однак під загрозою арешту вимушений втікати до РСФСР.
У Радянській Росії Мархлевський стає членом ВЦВК, працює у багатьох державних установах, як дипломатичний представник веде переговори з Польщею, Литвою, Фінляндією, Японією, Китаєм.
В 1920 очолив маріонетковий Тимчасовий революційний комітет Польщі в Білостоці.
З 1922 року — ректор Комуністичного університету національних меншин Заходу, голова ЦК Міжнародної організації допомоги борців революції МОДР, створений за його ініціативою.
Помер в 1925 році під час відпочинку в Італії (Bogliasco). В 1950 залишки праху перевезено в Польщу та перепоховано на Повонзківському кладовищі.

### Вшанування пам'яті у часи СРСР
Іменем Мархлевського були названі:
- Польський автономний район (див. Мархлевськ) в Україні.
- Вулиця в Москві (перейменована на Мілютинський провулок)
- Вулиця в Варшаві (перейменовано на вулицю Іоанна Павла II)
- Вулиця в Миколаєві (перейменована на вулицю Адмірала Макарова)
- Комуністичний університет національних меншин Заходу (КУНМЗ)
- Партійна школа при ЦК ПОРП